# Cuca Medina
Cuca Medina (Porto Alegre, 1979) é compositora, cantora (mezzo-soprano/vocalista experimental), instrumentista, improvisadora, regente coral e educadora. É Bacharel em Música e Mestre em Composição pela Universidade Federal do Rio Grande do Sul (UFRGS).

Realiza trabalhos de composição musical a partir da pesquisa de sonoridades performáticas, trilhas sonoras para dança e teatro e a partir da interação com outros músicos, artistas e compositores, especialmente na interpretação de repertório composto para voz.

## Biografia
Iniciou, aos 4 anos, os estudos ao piano com sua avó e professora Maria Mercedes Vergara Corrêa. Aperfeiçoou-se com Hubertus Hofmann e Cynthia Santos. Estudou composição, de 1998 a 2010, sob orientação do professor Dr. Antonio Carlos Borges-Cunha. Nesse mesmo período, participou de diversos cursos e masterclasses com músicos de renome tais como Roger Reynolds, Jack Fortner e Jocy de Oliveira.
Entre 2000 e 2002, integrou a banda Além d'Alma com várias composições de sua autoria. A canção "O Mundo ao Contrário" foi selecionada para o projeto Sons e Tons da UFRGS com produção de Edu Coelho (Sbornia Records).
No período de 2002 a 2004 acompanhou o músico Júpiter Maçã e participou da gravação do disco "Uma Tarde na Fruteira" lançado, posteriormente, em 2008. Utilizou voz, sintetizador, flauta e contribuiu com arranjos em várias faixas.
Em 2004 e 2005, apresentou "Karma - Ópera Desconstruída", composição de sua autoria com projeção de animações, performances para solistas, coro, orquestra e eletroacústica em formato 5.1 (espacialização). Atuaram na primeira edição (Multiple-X) Cuca Medina e Adriana Deffenti (vozes), Dada Félix e Janaina Condessa (Flauta-doce baixo). Em 2005, foram solistas: Cuca e Debora Dreyer (mezzo-sopranos) e Sérgio dos Santos (barítono), Dada Félix e Eliana Vaz Huber (flauta-doce baixo). A direção cênica coube a Patrícia Unyl. Coro e orquestra foram regidos por Leandro Schaefer. Essa obra é destacada por Freire e Portela entre as óperas compostas por mulheres, no Brasil, como Lúcia de Biase, Jocy de Oliveira e Eunice Catunda.
Cuca Medina compôs "Danza de los pecados" (2006) , peça para trombone tenor e percussão, executada em Buenos Aires pelo Dúo Kreintzies & Bay. Em 2007, compôs a obra "Ignácia", para voz feminina solo e processamento eletroacústico em tempo real.
Apresentou, em 2008, o espetáculo de composições autorais "Canções Platinas" no projeto Unimúsica (UFRGS). As composições transitam entre o erudito e popular com poemas em linguagem contemporânea e estilo que abarca jazz, rock e música platina. Além de Cuca Medina (teclado e voz) participaram Amauri Iablonovski (saxofone), Gudo Gubert (guitarra) e Felipe Faraco (contrabaixo).
Ainda em 2008, atuou com o duo de improvisação livre Guilherme Darisbo e Marcelo Armani. No Auditório Antônio Barbosa Lessa, apresentou "O Baú de Lenora", peça que combina música, performance e imagem na figura de uma cafetina morta que habita tempo e local desconhecidos. Colaboraram no processo de criação cênica Melissa Dornelles e Patrícia Unyl.
Apresentou "Zona de Penumbra" em 2009, entre outras peças autorais, na série de concertos "Música de POA". Participou do "Sarau Bloomsday", promovido por Donaldo Schüller, sobre a obra de James Joyce, em performance vocal acompanhada por Francisco Marshall ao piano.
Apresentou, no Instituto Goethe de Porto Alegre em 2010, o espetáculo "A Sombra do Porvir", conjunto de composições que tomam o conceito de "sombra" sob a forma de técnicas expandidas para a voz e instrumental heterogêneo. Além da própria autora, atuaram os cantores Elisa Machado, Francis Padilha e Marcelo Villena; os flautistas Leonardo Loureiro Winter e Michele Manica e os percussionistas Diego Silveira e Felipe Koetz. Participaram também Paulo Müller (clarinete), Felipe Adami (piano), Mariana Krewer (violino) e Vera Vieira (violoncelo) sob a regência de Jocelei Bohrer. Ainda em 2010, o dúo de violonistas Nativo Hoffmann Filho e Nanã Parú Quintela Pombo interpretaram a obra "Sintonizações" de Cuca Medina, na série de concertos "Música de POA" no Auditorium Tasso Corrêa (UFRGS).
Cuca Medina compôs e produziu, em 2011, a trilha sonora do espetáculo "Perspectivas - Instalações Coreográficas" com direção de Carla Vendramin.
Em 2012, foi convidada especial de Vagner Cunha para gravar a faixa "Saturno" do CD-livro "Além", entre outros artistas como Vitor Ramil. Nesse mesmo ano, gravou o álbum 'Pronúncia', do Projeto Berros (improvisação livre, com Diego Dias, Gustavo Bode e Leonardo Dias).
Em 2013, Cuca Medina foi indicada ao Prêmio Tibicuera por melhor trilha sonora no espetáculo "O Gato Malhado e a Andorinha Sinhá". As faixas foram compostas, interpretadas e produzidas pela cantora com participações do elenco. A mixagem e masterização coube a Rodrigo Avellar.
Atualmente, é integrante do InCoMuN Ensemble (conjunto dedicado à criação e interpretação de música nova, da UFRGS).

## Obras

### Ópera Karma
Aborda como tema central, a Roda do Karma, a partir de
imagens textuais do Bhagavad-Gitã, da
arte poética oriental e de imagens mitológicas e arquetípicas
como Vênus, Kuan Yin, Perséphone, Valkíria, As Erínias
(ou Fúrias), Sofia, a Esfinge (destino), as
Moiras e Kali (a destruição).
1. Abertura
 (orquestra e sons eletroacústicos)
2. Gravidade
 (2 vozes mezzo-sopranos e performer)
3. Interlúdio para o Sonho de Sofia
(samples, sons eletrônicos e poema falado)
4. A Roda
(mezzo-Soprano, coro, orquestra e sons eletroacústicos)
5. Sublimação
(2 vozes mezzo-sopranos e flauta doce baixo)
6. As Fúrias
(coro feminino)
7. Interlúdio para a vingança de Kali
(samples, sons eletrônicos)
8. Dolores
(mezzo-soprano e flauta doce baixo)
9. Postludio
(orquestra, coro e sons eletroacústicos)

### Canções Platinas
Conjunto de canções com ritmos latinos e
platinos, como a bossa nova, o chamamé, o tango, o
candombe, a milonga, agregados também a ritmos estrangeiros, como a valsa
e o fado português. Utiliza-se voz, piano, guitarra, contrabaixo elétrico, acordeão e percussão.
1. Noitalgia (abertura)
2. Tristonhas Pedras
3. A Coruja
4. O Barco
5. Símbolo Cérebro
6. O Lunático
7. O Instante e o Nervo
8. Pistas
9. Num Luto
10. Tango Macabro
11. A Esfinge
12. Sessão
13. Voa Sino

### A Sombra do Porvir
Conjunto de composições associadas ao conceito de SOMBRA. Relaciona-se ao inconsciente humano e aos aspectos indomados dos seres,
a tudo aquilo que negamos, que consideramos inferior e que, a partir de um pensamento civilizado, deve ser evitado.
1. O Espaço da Sombra (eletroacústica com espacialização em 5.1)
2. Pântano (quarteto vocal e ceramofone, amplificados e com reverb large hall)
3. Sombra em Espera (trio para mezzo-soprano, flauta em sol e violoncelo, com amplificação)
4. Zona de Penumbra (voz feminina solo amplificada, sons eletroacústicos e vídeo)
5. A Sombra de Mata-Hari (Septeto instrumental, sons eletroacústicos e vídeo)
6. O Espaço da Sombra B (eletroacústica com espacialização 5.1 e intervenção de improvisação dos músicos).

### Outras Obras
Palmeio (voz e eletroacústica, 2002); Humans (vozes e orquestra, 2003); Ressonâncias (voz/piano, 2006); Ignácia (voz e eletroacústica, 2007); Danza de los Pecados (trombone e percussão, 2007); O Baú de Lenora (teatro de música, 2008); Sintonizações (duo de violões, 2010).

Canções interpretadas por Além d'Alma (1999-2002): O Mundo ao Contrário; A Sítara Fadigada; Ghost Woman; Sereia Víbora; Love Killer.

Trilhas sonoras:
 A Menina (abertura do espetáculo de dança Bild, 2004).

 Perspectivas - Instalações Coreográficas (2011). Principais composições: Quimera; Mickaela's Flight. 
 O Gato Malhado e a Andorinha Sinhá (2013). Principais composições: Os Sapos;  Outono, Amor Impossível; Coração de Gato; Voz do Vento; Andorinha Aprende a Voar/O Encontro; Verão.